# Peniosciara cornuta
Peniosciara cornuta är en tvåvingeart som först beskrevs av Franz Lengersdorf 1927.  Peniosciara cornuta ingår i släktet Peniosciara och familjen sorgmyggor.
Artens utbredningsområde är Taiwan. Inga underarter finns listade i Catalogue of Life.